# Cá bống can
Cá bống can (tên khoa học Arcygobius baliurus) là một loài cá bống có nguồn gốc từ vùng ven biển và nước lợ Ấn Độ Dương và tây Thái Bình Dương. Chúng thường xuất hiện ở độ sâu từ 3 đến 15 mét (9,8 đến 49,2 ft) . Loài này sống trên chất nền bao gồm hỗn hợp cát và đá vụn. Chúng có thể phát triển đến chiều dài 10,2 xentimét (4,0 in). Loài này là thành viên duy nhất được biết đến trong chi.